# 謝爾頓·貝利
謝爾頓·貝利（英語：Sheldon Bailey，1983年5月26日—）為美國演員、前籃球運動員。貝利的父母都是軍人，貝利出生位於德國的美國陸軍醫院，國小三年級時搬到北卡羅來納州坎伯蘭郡費耶特維爾。貝利就讀South View High School三年後，高中四年級時轉學到蒙特錫安山基督學院，大學最初就讀温斯罗普大学，之後來到佛羅里達國際大學。2007年貝利在中国男子篮球职业联赛外援選秀第四輪獲得上海大鲨鱼青睞。貝利總計出賽8場，場均挹注3.5分、3.6籃板。2010年第8季SBL超級籃球聯賽金門酒廠找來貝利，年底貝利為了處理小孩離隊，貝利只替金門酒廠出賽了一場，表現為8分、11籃板。

## 外部連結
- 謝爾頓·貝利在fiba.basketball（英语）
- 謝爾頓·貝利在Sports-Reference.com（NCAA）（英语）
- 謝爾頓·貝利在Eurobasket.com（球員）（英语）
- 謝爾頓·貝利在RealGM（英语）
- 謝爾頓·貝利在Proballers（英语）
- 謝爾頓·貝利在中国篮球数据库（新浪网）